# LEN Eurokup
LEN Eurokup (eng. LEN Euro Cup) je europsko vaterpolsko natjecanje u kojem sudjeluju klubovi koji su se plasirali na ljestvici iza klubova koji su izborili pravo sudjelovanja u Euroligi. Počelo se održavati od sezone 1992./93. pod nazivom Kup LEN (eng. LEN Cup, LEN Trophy). Od sezone 2011./12. postaje LEN Eurokup
LEN Eurokup u vaterpolu ekvivalent europskim natjecanjima kao što su kup UEFA u nogometu, kup EHF u rukometu, Kup Radivoja Koraća u košarci i slična klupska natjecanja.

## Pobjednici i finalisti
| sezona       | pobjednik               | finalist                        |
| Kup LEN      | Kup LEN                 | Kup LEN                         |
| ------------ | ----------------------- | ------------------------------- |
| 1992./93.    | Újpesti TE (Budimpešta) | Pro Recco                       |
| 1993./94.    | AS Racing Roma (Rim)    | ASD Volturno                    |
| 1994./95.    | CN Barcelona            | Ferencváros Budimpešta          |
| 1995./96.    | Pescara                 | Szegedi VE                      |
| 1996./97.    | Újpesti TE (Budimpešta) | Ferencváros Budimpešta          |
| 1997./98.    | Partizan (Beograd)      | Jadran Split                    |
| 1998./99.    | Újpesti TE (Budimpešta) | NO Patras                       |
| 1999./00.    | Jug (Dubrovnik)         | Pescara                         |
| 2000./01.    | Mladost (Zagreb)        | Leonessa Brescia                |
| 2001./02.    | Brescia                 | Pro Recco                       |
| 2002./03.    | Brescia                 | Rari Nantes Florentia (Firenca) |
| 2003./04.    | CN Barcelona            | NÓ Vuliagméni                   |
| 2004./05.    | Savona                  | Partizan Beograd                |
| 2005./06.    | Systema Pompea Brescia  | Sintez Kazan                    |
| 2006./07.    | Sintez (Kazan)          | Šibenik                         |
| 2007./08.    | Šturm (Čehov)           | ZF-Eger                         |
| 2008./09.    | Szeged VE (Segedin)     | Panionios Atena                 |
| 2009./10.    | VA Cattaro (Kotor)      | Rari Nantes Savona              |
| 2010./11.    | Savona                  | Panionios Atena                 |
| LEN Euro kup |                         |                                 |
| 2011./12.    | Savona                  | CN Sadabell                     |
| 2012./13.    | Radnički (Kragujevac)   | Rari Nantes Florentia (Firenca) |
| 2013./14.    | Spartak Volgograd       | Mladost (Zagreb)                |
| 2014./15.    | Posillipo (Napulj)      | Acquachiara (Napulj)            |
| 2015./16.    | AN Brescia              | Sintez (Kazanj)                 |
| 2016./17.    | FTC Budimpešta          | DIGI Oradea                     |
| 2017./18.    | FTC Budimpešta          | SM Verona                       |
| 2018./19.    | CN Marseille            | Jadran Carine Herceg Novi       |

## Države i klubovi po uspješnosti
| zemlja     | pobjednik | finalist | klubovi pobjednici                                                                      | klubovi finalisti |
| ---------- | --------- | -------- | --------------------------------------------------------------------------------------- | --- |
| Italija    | 10        | 10       | Brescia (4) • Rari Nantes Savona (3) • Posillipo (1) • Pescara (1) • AS Racing Roma (1) | Rari Nantes Florentia Firenca (2) • Pro Recco (2) • SM Verona (1) • Acquachiara (1) • Brescia (1) • Pescara (1) • Rari Nantes Savona (1) • ASD Volturno (1) |
| Mađarska   | 6         | 4        | Újpesti TE Budimpešta (3) • Ferencvarós Budimpešta (2) • Szegedi VE (1)                 | Ferencvarós Budimpešta (2) • Egri Vizilabda (1) • Szegedi VE (1)                                                                                            |
| Rusija     | 3         | 2        | Spartak Volgograd (1) • Šturm 2002 Čehov (1) • Sintez Kazan (1)                         | Sintez Kazan (2) |
| Hrvatska   | 2         | 3        | Jug Dubrovnik (1) • Mladost Zagreb (1)                                                  | Mladost Zagreb (1) • Jadran Split (1) • Šibenik (1) |
| Srbija     | 2         | 1        | Partizan Beograd (1) • Radnički Kragujevac (1)                                          | Partizan Beograd (1) |
| Španjolska | 2         | 1        | CN Barcelona (2)                                                                        | CN Sadabell (1) |
| Crna Gora  | 1         | 1        | VA Cattaro Kotor (1)                                                                    | Jadran Herceg Novi (1) |
| Francuska  | 1         | 0        | CN Marseille (1)                                                                        | |
| Grčka      | 0         | 4        |                                                                                         | Panionios Atena (2) • NO Patras (1) • NO Vuliagmeni (1) |
| Rumunjska  | 0         | 1        |                                                                                         | CSM Oradea (1) |

## Vanjske poveznice
- len.eu - službene stranice LEN